# General Electric CF6
El General Electric CF6 és una família de motors d'avió turboventiladors d'alt índex de derivació. El CF6 és una versió millorada del primer motor de reacció d'alt índex de derivació i alta potència disponible, el TF39, i impulsa una gran varietat d'avions civils. El nucli bàsic del motor és la base dels turboeixos marins i generadors d'electricitat LM2500, LM5000 i LM6000. GE Aviation vol substituir la família CF6 pel GEnx.

## Desenvolupament
El CF6 va ser anunciat el 1967 per General Electric, essent el primer turboventilador de la companyia destinat a l'aviació comercial. El disseny era una versió engrandida i millorar del General Electric TF39 que havien dissenyat per l'avió militar de transport Lockheed C-5 Galaxy. El motor va entrar en servei el 1971 propulsant avions de passatgers McDonnell Douglas DC-10.

## Especifications i variants
| Variant                                                      | CF6-6                                                                                                | CF6-50                                                                                               | CF6-80A                                                                                              | CF6-80C2                                                                                             | CF6-80E1                                                                                             |
| ------------------------------------------------------------ | --- | --- | --- | --- | --- |
| Tipus                                                        | Rotor dual, flux axial, turboventilador amb ràtio elevada de derivació, cambra de combustió anul·lar | Rotor dual, flux axial, turboventilador amb ràtio elevada de derivació, cambra de combustió anul·lar | Rotor dual, flux axial, turboventilador amb ràtio elevada de derivació, cambra de combustió anul·lar | Rotor dual, flux axial, turboventilador amb ràtio elevada de derivació, cambra de combustió anul·lar | Rotor dual, flux axial, turboventilador amb ràtio elevada de derivació, cambra de combustió anul·lar |
| Compressor                                                   | Ventilador & 1 BP (Baixa Pressió) + 16 AP (Alta Pressió)                                             | Ventilador & & 3 BP + 14 AP                                                                          | Ventilador & & 3 BP + 14 AP                                                                          | Ventilador & 4 BP + 14 AP                                                                            | Ventilador & 4 BP + 14 AP                                                                            |
| Turbina                                                      | 2 AP + 5LP                                                                                           | 2 AP + 4 BP                                                                                          | 2 AP + 4 BP                                                                                          | 2 AP + 5 BP                                                                                          | 2 AP + 5 BP                                                                                          |
| Longitud                                                     | 188 in (478 cm)                                                                                      | 183 in (465 cm)                                                                                      | 167 in (424 cm)                                                                                      | 168 in (427 cm)                                                                                      | 168 in (427 cm)                                                                                      |
| Diàmetre total                                               | 105 in (267 cm)                                                                                      | 105 in (267 cm)                                                                                      | 105 in (267 cm)                                                                                      | 106 in (269 cm)                                                                                      | 114 in (290 cm)                                                                                      |
| Diàmetre del ventilador                                      | 86.4 in (219 cm)                                                                                     | 86.4 in (219 cm)                                                                                     | 86.4 in (219 cm)                                                                                     | 93 in (236 cm)                                                                                       | 96.2 in (244 cm)                                                                                     |
| Nombre d'hèlices                                             | 38                                                                                                   | 38                                                                                                   | 38                                                                                                   | 38                                                                                                   | 34                                                                                                   |
| Empenyiment a l'envol                                        | 41,500 lbf 185 kN                                                                                    | 51,500–54,000 lbf 229–240 kN                                                                         | 48,000–50,000 lbf 210–220 kN                                                                         | 52,200–61,960 lbf 232.2–275.6 kN                                                                     | 65,800–69,800 lbf 293–310 kN                                                                         |
| Ràtio de pressió                                             | 25–25.2                                                                                              | 29.2–31.1                                                                                            | 27.3–28.4                                                                                            | 27.1–31.8                                                                                            | 32.4–34.8                                                                                            |
| Ràtio de Derivació                                           | 5.76–5.92                                                                                            | 4.24–4.4                                                                                             | 4.59–4.66                                                                                            | 5–5.31                                                                                               | 5–5.1                                                                                                |
| Consum específic de combustible a màxima potència:           | 0.35 lb/lbf/h 9.9 g/kN/s                                                                             | 0.368–0.385 lb/lbf/h 10.4–10.9 g/kN/s                                                                | 0.355–0.357 lb/lbf/h 10.1–10.1 g/kN/s                                                                | 0.307–0.344 lb/lbf/h 8.7–9.7 g/kN/s                                                                  | 0.332–0.345 lb/lbf/h 9.4–9.8 g/kN/s                                                                  |
| Aplicacions                                                  | DC-10-10                                                                                             | 747, DC-10-15/30 A300                                                                                | A310, 767                                                                                            | A300, A310, 747-400 767, C-2, C-5M, MD-11                                                            | A330                                                                                                 |
| TCDS                                                         | CF6-6                                                                                                | CF6-50                                                                                               | CF6-80A                                                                                              | CF6-80C2                                                                                             | CF6-80E1                                                                                             |
| Pes (en sec, inclou accessoris bàsics i equipament opcional) | 8,176 lb 3,709 kg                                                                                    | 8,825–9,047 lb 4,003–4,104 kg                                                                        | 8,760–8,776 lb 3,973–3,981 kg                                                                        | 9,480–9,860 lb 4,300–4,470 kg                                                                        | 11,225 lb 5,092 kg                                                                                   |
| Revolucions per minut (conjunt de rotors de baixa pressió)   | 3.810                                                                                                | 4.102                                                                                                | 4.016                                                                                                | 3.854                                                                                                | 3.835                                                                                                |
| Revolucions per minut (conjunt de rotors d'alta pressió)     | 9.925                                                                                                | 10.761                                                                                               | 10.859                                                                                               | 11.055                                                                                               | 11.105                                                                                               |
| Ràtio impuls-pes                                             | 5.08                                                                                                 | 5.84–5.97                                                                                            | 5.48–5.7                                                                                             | 5.51–6.28                                                                                            | 5.86–6.22                                                                                            |